# Giovanni Nuvolari
Giovanni Nuvolari (Barbassolo, 1805 – Villimpenta, 1894) è stato un patriota italiano.

## Biografia
Nel 1848, ormai quarantatreenne, cominciò a suscitare l'interesse della polizia austriaca. Il primo arresto fu nell'ottobre di quell'anno. Negli anni successivi in più occasioni fu rinchiuso in carcere anche a scopo preventivo, avendo Radetzky come principale preoccupazione quella di evitare insurrezioni simili a quelle del 1848.
Giovanni Nuvolari aderì alla società rivoluzionaria mantovana che faceva capo a don Tazzoli e Giovanni Acerbi. Arrestato, fu tra gli imputati del processo che portò all'impiccagione dei Martiri di Belfiore. Il 28 febbraio 1853, insieme a ventitré dei ventisette suoi coimputati, fu condannato dal Consiglio di guerra alla pena di morte da eseguirsi con la forca. Radetzky concesse però la grazia a tutti tranne a tre, Carlo Montanari, Tito Speri e don Bartolomeo Grazioli. Scontò la pena a 12 anni nel penitenziario di Josephstadt, in Boemia, fino al 1856 quando l'amnistia prosciolse i condannati dei processi di Mantova.
Al ritorno in Italia lasciò la corte agricola di Susano di Castel d'Ario che gestiva come fittavolo, per trasferirsi a Villimpenta dove aveva acquistato un fondo. Di tale comune fu sindaco negli anni settanta.